# ユニバーサル・リパブリック・レコード
ユニバーサル・リパブリック・レコード（英：Universal Republic Records）は、2006年から2012年まで存在したアメリカ合衆国ニューヨークに本拠を置く、ユニバーサル・ミュージック・グループのレコードレーベルである。
創設当初の名称はチーズ・ファクトリー・レコード（Cheese Factory Records）であったが、MCAレコードからのオファーを受け入れて、1995年にゲフィン・レコード傘下のレコードレーベルとして新たにリパブリック・レコード (Republic Records) を創立したのが始まりである。その後、1999年に設立されたユニバーサル・モータウン・リパブリック・グループの傘下となり、2006年にグループ内の編成によりユニバーサル・リパブリック・レコードへと改名、発足した。
しかし、2011年、もう一方の傘下であるユニバーサル・モータウン・レコードからモータウンが分離（現在はアイランド・デフ・ジャム・ミュージック・グループへ編入）したことにより、ユニバーサル・モータウン・レコードおよびUMRGが解散、消滅し、ユニバーサル・リパブリック・レコードは単独レコードレーベルとなった。1年後の2012年、名称を元々のリパブリック・レコードへ戻した。